# Amaurospiza moesta
Sementeiro-azul-ferrete ou negrinho-do-mato (Amaurospiza moesta) é uma espécie de ave da família Emberizidae.
Pode ser encontrada nos seguintes países: Argentina, Brasil e Paraguai.
Os seus habitats naturais são: florestas subtropicais ou tropicais húmidas de baixa altitude e regiões subtropicais ou tropicais húmidas de alta altitude.
Está ameaçada por perda de habitat.